# Río Mataviejas
El Mataviejas es un río del interior de la península ibérica, afluente del Arlanza. Discurre por la provincia española de Burgos.

## Descripción
El río discurre por la provincia de Burgos y tendría su origen en las proximidades de la localidad de Carazo. Tras dejar a ambos lados de su curso localidades como Santo Domingo de Silos, Santibáñez del Val, Quintanilla del Coco, Castroceniza y Ura, termina desembocando en el río Arlanza cerca de Puentedura.
En el siglo XIX se criaban en él bermejas, cachos y truchas. Aparece descrito en el decimoprimer volumen del Diccionario geográfico-estadístico-histórico de España y sus posesiones de Ultramar de Pascual Madoz de la siguiente manera:

MATAVIEJAS: r. en la prov. de Burgos y part. jud. de Lerma : nace en el pueblo de Carazo (part. jud. de Salas de los Infantes) y marchando en direccion de E. á O., corre inmediato á Sto. Domingo de Silos, donde recibe bastantes aguas de las abundantes y cristalinas que brotan de su magnífica fuente así como de otras que hay en el monast. de Benedictinos; continúa por el térm. de esta pobl. hasta el de Santibañez del Val, por cuyo punto entra ya en el part. de Lerma; cruza parte del terr. de Quintanilla del Coco é introduciéndose en el estrecho valle de Castroceniza, pasa á orillas del pueblo de este nombre y luego por las del Ura y jurisd. de Puentedura, va á desaguar en el r. Arlanza por un cáuce molinar que existe á la misma orilla de este r.; cria pesca de bermejas, cachos y esquisitas truchas, de todo en regular abundancia.
(Madoz, 1848, p. 306)

Perteneciente a la cuenca hidrográfica del Duero, sus aguas terminan vertidas en el océano Atlántico.